# Sabueso de Transilvania
El Sabueso de Transilvania (también llamado perro cazador húngaro o sabueso húngaro) es un perro de caza de Hungría de origen antiguo.

## Historia
El sabueso de transilvania aparece con la invasión húngara de la llanura panónica por parte de las tribus magiares en el siglo IX, quienes traían perros de caza que cruzaron con razas locales y perros de caza de origen polaco.
La raza, utilizada en la caza de lobo y oso, se mantuvo gracias a los reyes y príncipes húngaros quienes la utilizaban para el deporte de la caza. Al comienzo del siglo XX, esta raza se creía extinta, hasta que en 1968 se comenzaron a hacer esfuerzos para salvarla. El único lugar fuera de Hungría donde existen hoy día ejemplares de esta raza es en Rumanía.

## Variedades
Existen dos variedades determinadas por altura y color:
- Variedad de patas largas: altura 22-26 pulgadas; color negro con marcas blancas en frente, pecho, pies y punta de la cola. Se utiliza para zorro y liebre.
- Variedad de patas cortas: altura 18-20 pulgadas; color base rojo-marrón con marcas blancas. Se utiliza en oso, ciervo y lince.

## Caza
La raza se desarrolla en los Cárpatos, región rica en bosques y ríos. Así, estos perros cazan en todo tipo de terreno, incluso durante inviernos helados y tórridos veranos.
Las dos variedades existentes se utilizan para propósitos diferentes: la variedad de patas largas para la caza de jabalí, ciervo y lince, mientras la de patas cortas es para cazar pequeños animales de madriguera, especialmente zorro y liebre.